# 12 Memories
12 Memories è il quarto album in studio del gruppo musicale indie rock scozzese Travis, pubblicato il 13 ottobre 2003 nel Regno Unito.

## Tracce
1. Quicksand – 2:39
2. The Beautiful Occupation – 3:46
3. Re-Offender – 3:48
4. Peace the Fuck Out – 2:55
5. How Many Hearts – 4:46
6. Paperclips – 3:36
7. Somewhere Else – 3:13
8. Love Will Come Through – 3:40
9. Mid-Life Krysis – 3:39
10. Happy to Hang Around – 3:34
11. Walking Down the Hill – 9:21

## Formazione
- Francis Healy – voce, chitarra
- Andy Dunlop – chitarra
- Dougie Payne – basso
- Neil Primrose – batteria